# 성환초등학교
성환초등학교는 대한민국 충청남도 천안시 서북구에 있는 공립 초등학교이다.

## 학교 연혁
- 1921년 4월 1일: 개교
- 1938년 4월 1일: 성환일진공립심상소학교로 개칭
- 1941년 4월 1일: 성환일진공립국민학교로 개칭
- 1949년 10월 1일: 신가국민학교 분리
- 1949년 12월 1일: 대홍국민학교 분리
- 1958년 4월 1일: 성신국민학교 분리
- 1979년 3월 1일: 병설유치원 개설
- 1996년 3월 1일: 성환초등학교로 개칭
- 2018년 2월 28일: 제95회 150명 졸업
- 2018년 3월 1일: 38학급(특수 1학급, 다문화 1학급) 편성, 병설유치원 2학급
- 2019년 3월 1일: 35학급(특수 1학급, 한국어 1학급) 편성, 유치원 2학급
- 2020년 3월 1일: 33학급(특수 1학급, 한국어 1학급) 편성, 유치원 2학급
- 2021년 3월 1일: 31학급(특수 1학급, 한국어 1학급) 편성, 유치원 2학급
- 2022년 3월 1일: 30학급(특수 1학급, 한국어 1학급) 편성, 유치원 2학급

## 참고 자료
- 성환초등학교 - 한국교육학술정보원 학교알리미